# 賈韋德·謝赫
賈韋德·謝赫（1954年10月8日—）是巴基斯坦男演員、導演及製片人。他主要出現在巴基斯坦電影、電視連續劇及印度寶萊塢電影。2005年，謝赫開始出現在寶萊塢電影。他的主要作品包括：《Jaan-E-Mann》、《晚安倫敦》、《珊蒂別傳》及《Tamasha》等。
謝赫和前妻育有兩女一子，女兒莫瑪·謝赫（Momal Sheikh）。。及兒子謝薩德·謝赫（Shehzad Sheikh）均是演員。

## 外部連結
- 賈韋德·謝赫在互联网电影资料库（IMDb）上的資料（英文）